# Relevo do Peru
O Relevo do Peru tem como seguintes características: faixa litorânea desértica a leste por três cadeias verticais da cordilheira dos Andes (de noroeste a sul), vales profundos com diversos rios (entre as cadeias); altiplano andino com o lago Titicaca (sudeste); planícies onduladas com floresta tropical amazônica (62% do território, nordeste e leste).
A costa, a oeste, a cordilheira, no centro, e a selva, a leste, são as três grandes regiões naturais do país. A grande barreira andina, que atravessa o continente sul-americano de norte a sul junto às costas do Pacífico, é a viga mestra da conformação geográfica do Peru. As cordilheiras que circundam a bacia do Titicaca reúnem-se a noroeste do lago. Deste ponto partem as cadeias paralelas da cordilheira Ocidental, próxima à costa e divisória continental de águas entre o Atlântico e o Pacífico, e a cordilheira Oriental, cortada pelos profundos vales do Marañón e de seus afluentes no caminho que trilham para o Atlântico.
O monte mais alto da cordilheira Ocidental é o Coropuna (6.425m), e da Oriental, o Ausangate (6.384m). Entre as cordilheiras Oriental e Ocidental, há uma região de altiplanos cortados por profundos vales fluviais. As duas cordilheiras encontram-se de novo em Pasco, a partir de onde voltam a separar-se em cadeias montanhosas paralelas em direção noroeste. A cordilheira Branca apresenta as maiores altitudes do país: o monte Huascarán alcança 6.768m.
Entre a cordilheira Ocidental e a costa do Pacífico encontra-se a planície costeira, formada por sedimentos fluviais recentes e que alcança no norte do país certa amplitude (deserto de Sechura). A leste dos Andes, estende-se a imensa bacia da Amazônia.